# Önnerud
Önnerud är en bebyggelse i Fryksände socken i Torsby kommun. SCB avgränsade här en småort från 1990 till 2023.
Önnerud ligger norr om Torsby vid väg E45. 

## Fotnoter
1. 1 2  Statistiska småorter 2020, befolkning, landareal, befolkningstäthet per småort, SCB, 31 mars 2022, läs online.[källa från Wikidata]
2. ↑  Småorternas landareal, folkmängd och invånare per km² 2005 och 2010, korrigerad 2012-10-15, SCB, 15 oktober 2012, läs online, läst: 9 juli 2016.[källa från Wikidata]
3. ↑  Kodnyckel för SCB:s statistiska tätorter och småorter - Koppling mellan gammalt och nytt kodsystem, SCB, 11 november 2021, läs online.[källa från Wikidata]
4. ↑  Avregistrerade och nyregistrerade statistiska tätorter och småort 2023, förändringar i koder och beteckningar, SCB, 27 november 2024, läs online.[källa från Wikidata]